# Fabrica de ciment Tașca
Fabrica de ciment Tașca este o fabrică producătoare de ciment din Tașca, Neamț ce aparține împreună cu fabricile de ciment Fieni și Chișcădaga, concernului internațional HeidelbergCement, prin divizia românească HeidelbergCement România S.A.
Construită în perioada 1975-1981, la origine a fost parte a Combinatului de Lianți și Azbociment Bicaz, cea mai mare unitate de producție a cimentului din România, la acel moment. Modernizată și cu capacitatea de producție extinsă în anul 2009, unitatea are actual o capacitate de producție de 3 milioane de tone ciment/an și 200.000 de tone filer de calcar/an.
În procesul de fabricație (desfășurat pe 2 linii), materiile prime utilizate sunt reprezentate de calcar, adus de la cariera fabricii de la Bicaz-Chei, marnă adusă de la cariera fabricii de la Țepeșeni și cenușă de pirită, precum și unele materii prime alternative. Pentru aprovizionarea cu energie, unitatea este recordată la sistemul național de transport al energiei electrice și de gaze, folosind însă drept surse de energie și derivate petroliere sau deșeuri. Sursele de apă industrială sunt reprezentate de râul Bicaz și de puțuri proprii.
Pentru transportul atât al materiilor prime cât și al produselor finite, sunt utilizate calea ferată industrială Bicaz–Bicaz Chei și DN12C.

## Istoric
În contextul începerii lucrărilor la barajului Bicaz (Izvorul Muntelui), având ca și consecință un necesar mare de beton, precum și al existenței în arealul localității Bicaz-Chei a unor resurse de calcar, Consiliul de Miniștri al României a adoptat la 6 iunie 1951 H.C.M. 278/1951, prin care la nivelul comunei Bicaz, a fost stabilit amplasamentul unei fabrici de ciment. Aceasta era prevăzută cu șase linii tehnologice și cu o capacitate de 660.000 tone ciment/an.
Începute în 1951, lucrările la obiectiv s-au derulat rapid, inclusiv cu ajutorul muncii militarilor, astfel că în anul 1952 unitatea industrială, numită mai târziu Fabrica de ciment Congresul al XIX-lea al PCUS, deja producea ciment. Finalizarea fabricii s-a produs în anul 1953.
„... Pentru realizarea betonului necesar construcției barajului Bicaz a fost ridicată o fabrică de beton echipată de către specialiști sovietici cu utilaje confecționate în URSS, având capacitatea de 4.000 m.c. de beton în 24 de ore.”
În perioada 1970-1976 s-au alocat fonduri de investiții pentru extinderea capacității de producție, astfel că maximul său de producție a fost atins între anii 1970-1974. Pentru transportul mai întâi al utilajelor necesare fabricii și ulterior al cimentului, calea ferată Piatra–Neamț Bicaz a fost extinsă până la noua unitate.
În anul 1955 a fost construită, tot la Bicaz, o fabrică de plăci de azbociment, dată în funcțiune în 1957. Aceasta a devenit în 1959 secție a fabricii de ciment, fiind modernizată în perioada 1970-1976.
Ca urmare a emiterii H.C.M. 336/1975, în anul 1979 a fost dată în funcțiune o a doua linie de fabricație a cimentului în cadrul unei noi fabrici, construită la Tașca în perioada 1975-1981 (în cadrul Fabricii de Ciment Tașca-Bicaz). O altă linie de fabricație a mai fost dată în funcțiune tot la Tașca în 1980. Complexul astfel format a luat numele de Combinatul de Lianți și Azbociment Bicaz și a devenit cea mai mare unitate de producție a cimentului din România, la acel moment, fiind subordonată Centralei Cimentului (din București) și respectiv Ministerului Industrializării Lemnului și Materialelor de Construcții.
Producția de ciment de la Tașca s-a diminuat după anul 1990, compania preluând numele de Moldocim S.A. Bicaz. În 1998, unitatea de producție a cimentului de la Tașca a fost preluată de grupul german HeidelbergCement, aceasta fiind prima achiziție în România a grupului german. Ca efect al modernizării și extinderii capacității de producție, în anul 2009, unitatea industrială de aici a ajuns astăzi la o capacitate de producție de 3 milioane de tone ciment/an și 200.000 de tone filer calcar/an.
Fabrica de la Bicaz s-a transformat mai întâi într-o sucursală a celei de la Tașca, dar insuficiența terenului necesar dezvoltării unor noi capacități de producție a determinat mutarea activității de fabricare a cimentului de la sucursala din Bicaz, la locația de la Tașca. Clădirile vechii fabrici sunt în prezent într-o stare avansată de degradare.

## Amplasamente de operare

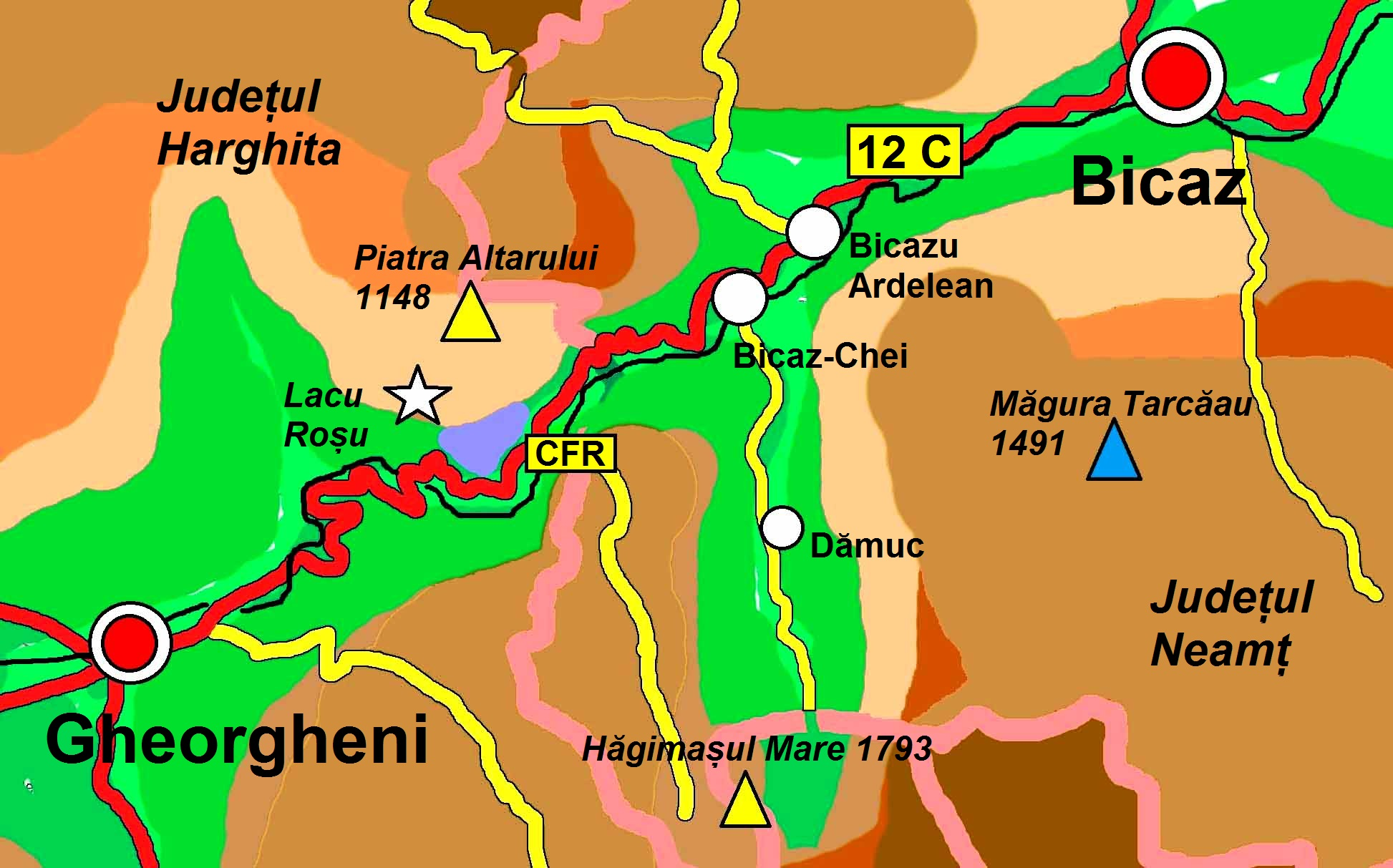
Arealul dintre Bicaz şi Gheorgheni, în ansamblu.

Activitatea de fabricare a cimentului este realizată prin intermediul următoarelor puncte de lucru: Fabrica de ciment Tașca, cariera de calcar Bicaz-Chei și cariera de marnă Țepeșeni.

### Fabrica
Procesul de fabricație se desfășoară la fabrica amplasată în satul Tașca din comuna Tașca, pe drumul național DN12C, pe dreapta râului Bicaz. Platforma industrială este situată la o cotă medie de 500 m, la aproximativ 6 km de orașul Bicaz.
Alimentarea cu energie electrică se face din sistemul național printr-o stație de racord adânc de 110 kV prin trei transformatoare de 40 MVA la următoarele punctele de consum: materii prime (stație 6 /0,4 kV),  mori de făină și cuptoare clincher (stație 6 /0,4 kV), mori de ciment (stație 6 /0,4 kV). Gazul metan folosit provine din rețeaua națională prin intermediul stației SRM Tașca, fiind folosit la instalația de clincherizare (la uscătorul rotativ), la instalația de uscare a zgurii (la injectorul uscătorului rotativ) și la minicentralele pentru încălzirea spațiilor.
Apa industrială și potabilă necesară aici, este captată din surse subterane aflate pe amplasamentul fabricii. Apa industrială se acumulează într-un rezervor de beton armat de 2.000 mc, de unde este pompată în instalații. Pentru reducerea consumului, apa de răcire este recirculată printr-un bazin de acumulare cu apă caldă, de unde este preluată și răcită în 3 turnuri de răcire, de unde este trimisă într-un bazin cu apă rece, pentru a fi apoi repompată în instalații. Există o sursă de rezervă reprezentată de acumularea aflată în amonte de barajul Tașca, de unde se îndreaptă spre fabrică o rețea de aducțiune în lungime de 3 km.

### Cariera de calcar

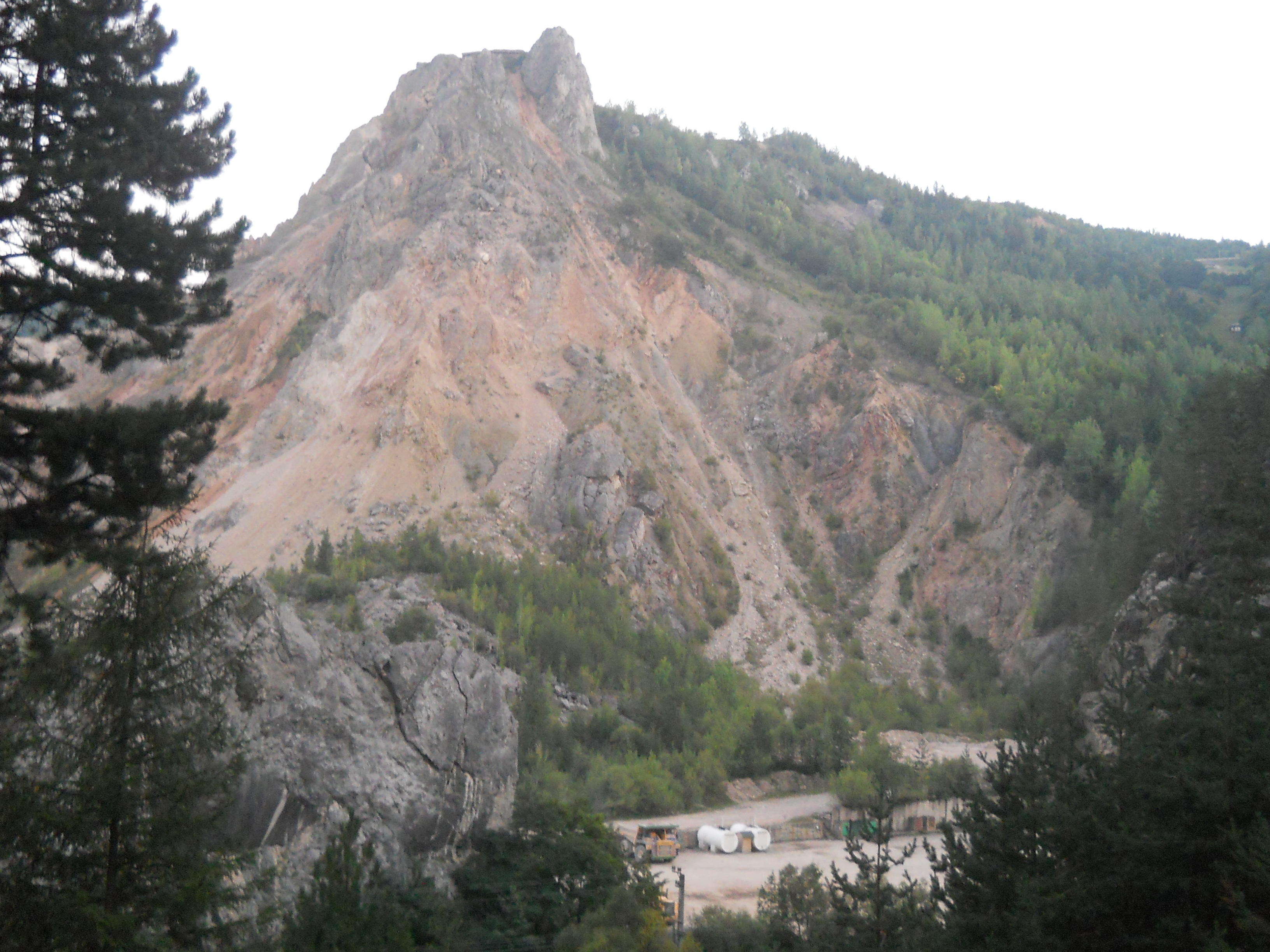
Exploatare abandonată a carierei de calcar de pe teritoriul comunei Bicaz-Chei

La 25 km de Bicaz, lângă intrarea în Cheile Bicazului, pe teritoriul comunei Bicaz-Chei, lângă DN12C se află cariera de calcar a fabricii, săpată în muntele Toroasca. Zăcământul este format din calcar organogen recifal depus la sfârșitul perioadei jurasice sub formă de calcare masive compacte, fiind rezultatul procesului de șariaj. Ele este împins peste rocile mai noi cretacice marnoase și argiloase, fiind complet dezrădăcinat și prezentându-se ca un petec între cotele 665-1190 m .
Aici se realizează extracția și prelucrarea primară a calcarului. Materialul extras este transportat spre Tașca pe linia căii ferate industriale. Accesul în carieră se face pe un drum industrial betonat de aproximativ 3 km lungime, racordat la DN12C.
Alimentarea cu energie electrică se face din sistemul național prin două transformatoare de 1000 kVA, respectiv 6 /0,4 kV.
Apa industrială necesară este preluată din râul Bicaz cu o electropompă, iar apa potabilă este preluată de la un furnizor, din izvorul Șugău. Apele uzate sunt epurate în instalații de preepurare (separator de produse petroliere și decantor de 18 mc aflat la rampa de spălare a mașinilor). Evacuarea apelor tehnologice uzate se face în râul Bicaz, iar a celor menajere după preluarea într-o fosă septică, se face prin vidanajare și transport la decantorul Imhoff al fabricii de la Tașca. Pentru a limita emisiile fugitive în mediu, benzile transportoare sunt carcasate.
Metoda de exploatare a calcarului este prin trepte descendente cu înălțimea maximă de 20 m, după derocare cu explozivi introduși în găuri de sondă cu diametrul de 115 mm. Încărcarea materialului derocat direct din front se face cu încărcătorul frontal de 5 mc în autobasculante, ce realizează transportul și deversarea la rostogolul de la cota + 940 m. Calcarul basculat la baza rostogolului se încarcă în autobasculante și se descarcă direct în concasoarele giratorii și în concasorul Bedeschi. Depozitarea calcarului de la concasarea primară se face în silozuri; se realizează concasarea secundară a materialului din silozuri în concasoare cu ciocane și impact tip Wedag. Depozitarea calcarului de la concasarea secundară se face cu benzi transportoare, în silozul de la expediție și de aici pe calea ferată la fabrica de ciment Tașca.

### Cariera de marnă
Cariera de marnă se află la aproximativ 20 km față de orașul Bicaz, în satul Țepeșeni din comuna Bicazu Ardelean, lîngă DN 12C. Accesul în carieră se face pe un drum industrial, racordat la DN12C. Zăcământul este conturat de o formă pătrată cu latura de 700 m pe creasta dealului Gherman, între cotele 640-700 m, fiind reprezentat de o alternanță de roci aparținând stratelor de Sinaia relativ moi argiloase și roci mai rezistente (marne și marne grezoase).
Metoda de exploatare a marnei este prin front lung, prin extragerea substanței minerale utile pe toată lungimea treptei de exploatare, sau pe sectoare ale acesteia. Mai mult de jumătate din producția anuală se derocă direct cu utiliajele excavator iar restul prin împușcare cu explozibil. Transportul materialului derocat se face cu încărcătoare frontale la rostogolul de taluz al treptei + 595 m (cu deversare din treapta de la + 720 m) iar transportarea până la depozitul intermediar se face cu autobasculante la depozitul intermediar din zona căii ferate și de aici la fabrica de ciment Tașca.

## Procesul de fabricație
Părțile fluxului tehnologic de fabricare a cimentului de la Tașca sunt: extracția materiilor prime, pregătirea lor și apoi măcinarea acestora, fabricarea clincherului, pregătirea adaosurilor, măcinarea cimentului și apoi expediția sa.

### Materiile prime
Materiile prime folosite la fabricarea cimentului sunt: calcar, marnă, cenușă de pirită. Pentru înlocuirea materiilor prime se utilizează materii prime alternative respectiv deșeuri de nisip, argilă și altele. Ca adaosuri de măcinare se folosesc: zgură, gips, deșeuri de ipsos, tuf vulcanic și altele.
Există 3 silozuri a câte 9000 tone, în care se depozitează calcarul primit de la Bicaz-Chei, precum și un buncăr de primire pentru cenușa de pirită, închis (pentru a preveni dispersia pulerilor). După concasare de către 2 concasoare cu ciocane, marna primită de la Țepeșeni este depozitată în 2 silozuri a câte 9.000 de tone, pe când nisipul, argila și materialele alternative se depozitează pe platforme betonate de unde se transportă cu încărcătoare cu cupe, la buncărul de primire. Concasoarele sunt dotate cu filtre cu saci, pentru a preveni disperisa pulberilor.
Zgura este depozitată într-o hală betonată, neacoperită. De aici este preluată în 2 uscătoare rotative, alimentate de gaze calde provenite fie de la o instalație de ardere, fie de la răcitorul-grătar. Ulterior, depozitarea lor finală se face în 3 silozuri de 1470 t fiecare. Deșeurile de ipsos se depozitează de asemenea într-o hală betonată neacoperită, iar gipsul în 3 silozuri de 1064 t fiecare.

### Fabricarea clincherului

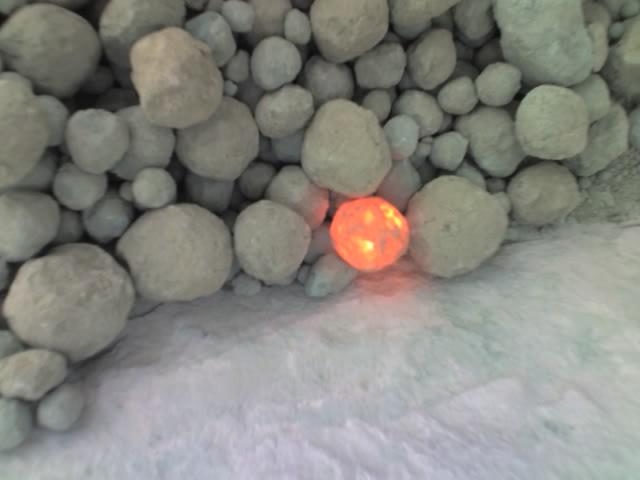
Clincher fierbinte.